# Кырвемаа (природный парк)
Кы́рвемаа (эст. Kõrvemaa) — природный парк (ландшафтный заказник) в северной части Эстонии. Основан 11 июля 1957 года.

## История
Постановлением Совета министров Эстонской ССР № 242 от 11 июля 1957 года был взят под охрану регион Аэгвийду—Нелиярве. Постановлением Совета министров ЭССР № от 26 октября 1971 года его границы расширили и природоохранную территорию переименовали в природный парк Кырвемаа.
Цель создания природоохранной территория — защита его чередующихся форм рельефа, болотных, пойменных и лесных биоценозов, а также мест обитания охраняемых видов животного мира. Задача природного парка — сохранение сформировавшихся природных процессов, ценных с ландшафтной и научной точки зрения систем ледниковых отложений, природных хребтов, ключистых рек и озёр, пойменных лесов, болот с друмлинами и лагунными озёрами.

## География
Расположен в уездах Харьюмаа, Ярвамаа, Ляэне-Вирумаа и муниципалитете Пайде. Занимает территорию в 206,534 км², площадь внутренних водоёмов составляет 135,9 гектара.
По территории парка протекает река Ягала и её притоки: Мустйыги и Янийыги. Озёр — 12: Ахвена, Вахеярв, Калиярв, Крео-Линаярв, Линаярв, Никеръярв, Пургатси, Сисалику, Урбуксе, Янеда, Суур-Калаярв и Вяйке-Калаярв. Самое большое озеро — Урбуксе (4,6 га), самое глубокое — Пургатси (13 м). Природоохранная территория включает в себя болото Какердая.

## Рельеф
Имеет в основном ровный рельеф, достигая высоты 60–80 метров над уровнем моря. На территории парка расположены две группы кам — Мягеде и Таганурга. Самой высокой точкой парка является гора Валгехобусе в группе кам Мягеде (106,9 м). Согласно легенде, это место, где волки загрызли коня Калевипоэга, и из его туловища образовалась гора.
В природном парке есть множество озов, насчитывается большое число зандров, а на берегах реки Ягала — прибрежных дюн.

## Флора и фауна

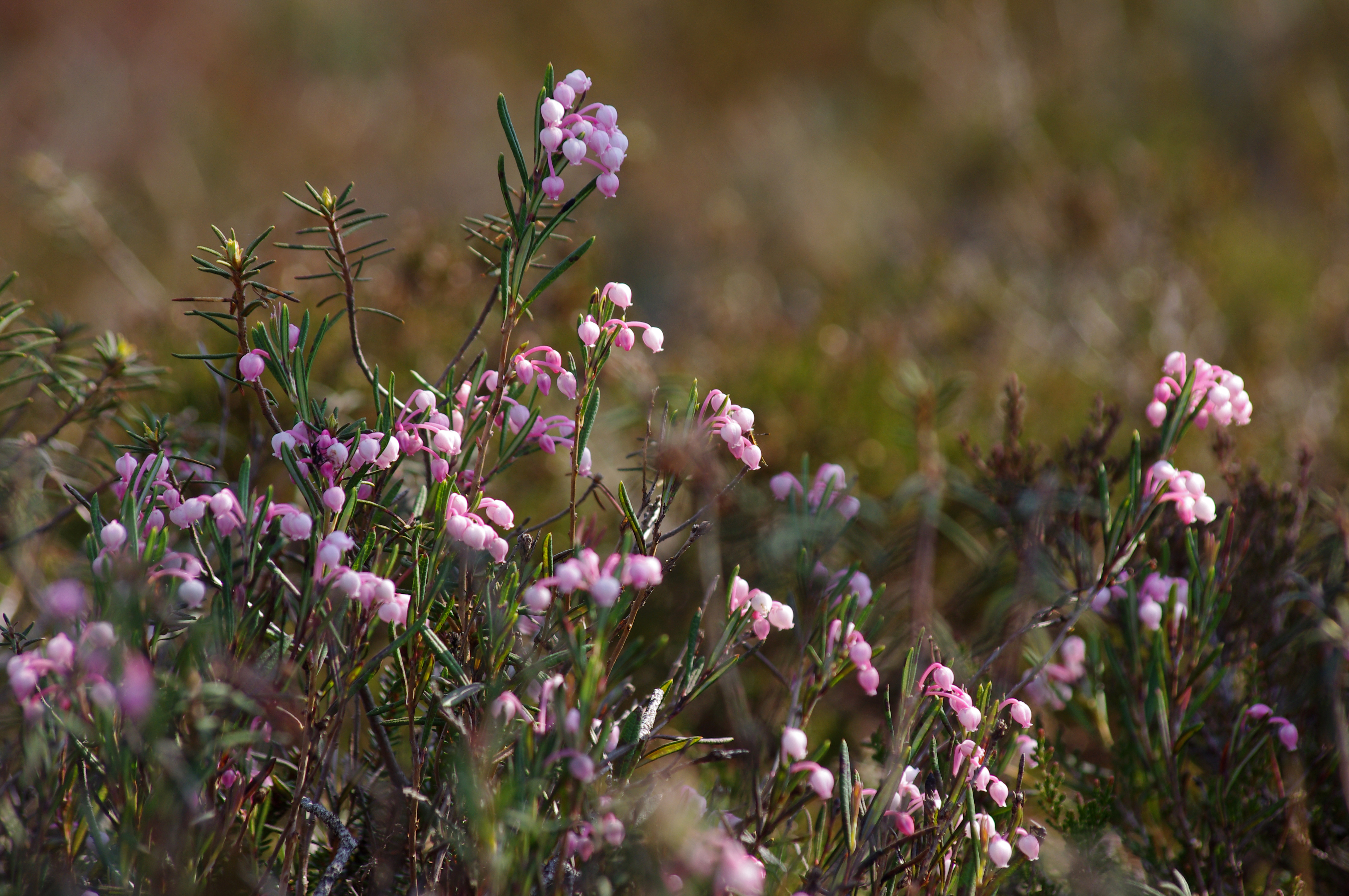
Подбел обыкновенный

Обширные болота и лесные массивы на охраняемой территории обеспечивают безопасную среду обитания для животных и птиц. Богатая флора парка в числе прочего насчитывает 23 вида орхидей. Здесь произрастают башмачок настоящий (Cypripedium calceolus), эстонская соссюрея (Saussurea esthonica), камнеломка болотная (Saxifraga hirculus), лосняк Лёзеля (Líparis loesélii), подбел обыкновенный (Andrómeda).
Фауна представлена большим многообразием видов птиц, среди них беркут, малый подорлик, чёрный аист, тетерев. В зоне парка обитают жуки-плавунцы (Graphoderus bilineatus), стрекоза двухцветная (Leucorrhinia pectoralis),  червонец непарный (Lycaena dispar), обыкновенная щиповка (Cobitis taenia), выдра (Lutra lutra).
В водоёмах природного парка водятся девятииглая колюшка, обыкновенный гольян, речная форель, щука.

## Туризм
В Кырвемаа есть много исторических мест отдыха, в частности, одно из самых известных в Эстонии — Аэгвийду–Нелиярве в уезде Харьюмаа.
У горы Валгехобусе в 1999 году было начато строительство Центра лыжного спорта и отдыха (эст. Valgehobusemäe suusa-ja puhkekeskus), который к настоящему времени стал популярным центром оздоровительного спорта в уезде Ярвамаа.
Центром управления государственными лесами (Riigimetsa Majandamise Keskus — RMK) в природном парке разбито множество мест для установки палаток и организации пикников. Особый интерес представляет 50-километровая велосипедная тропа, ведущая к живописному болоту Какердая.

## Галерея

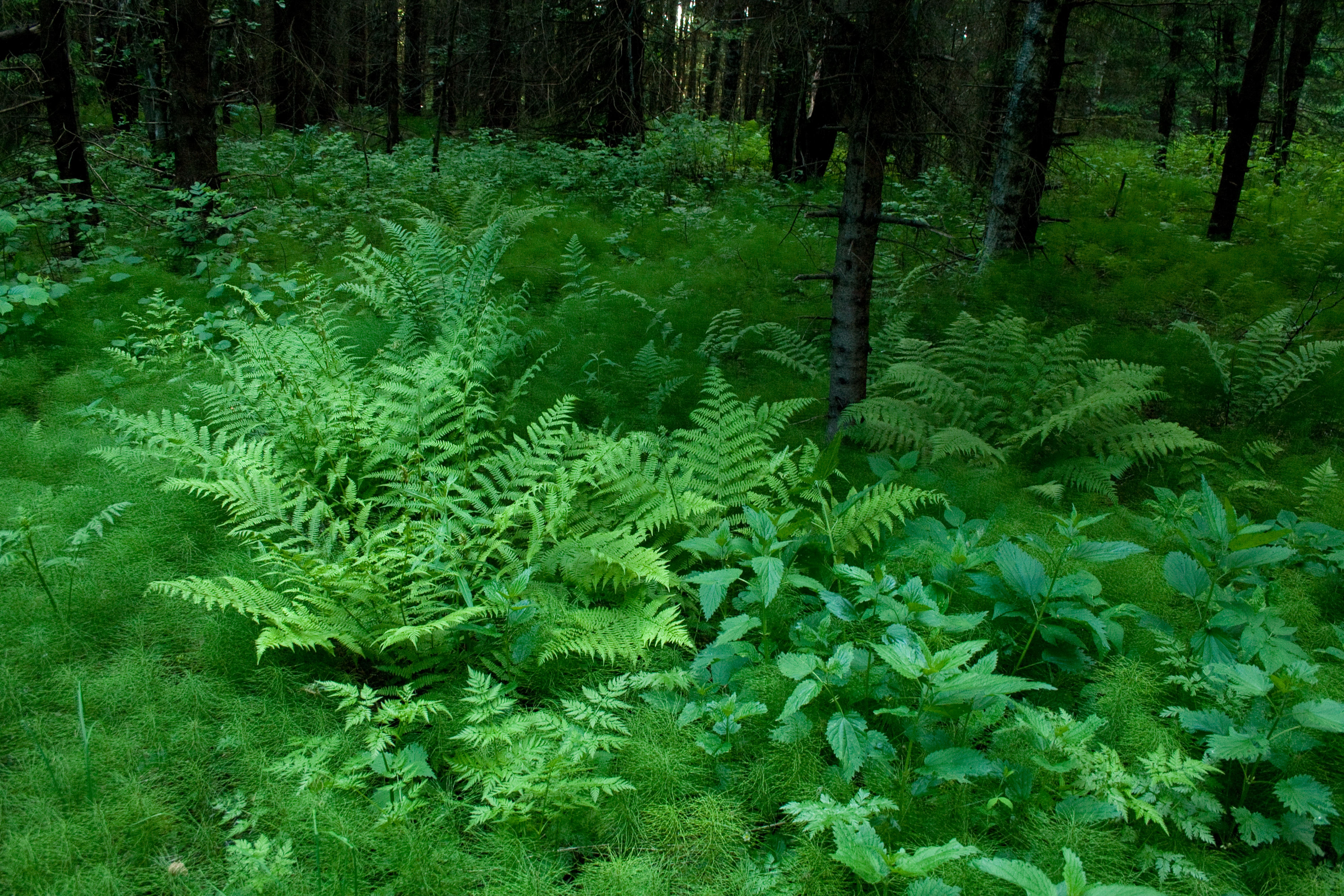
Лес в Кырвемаа
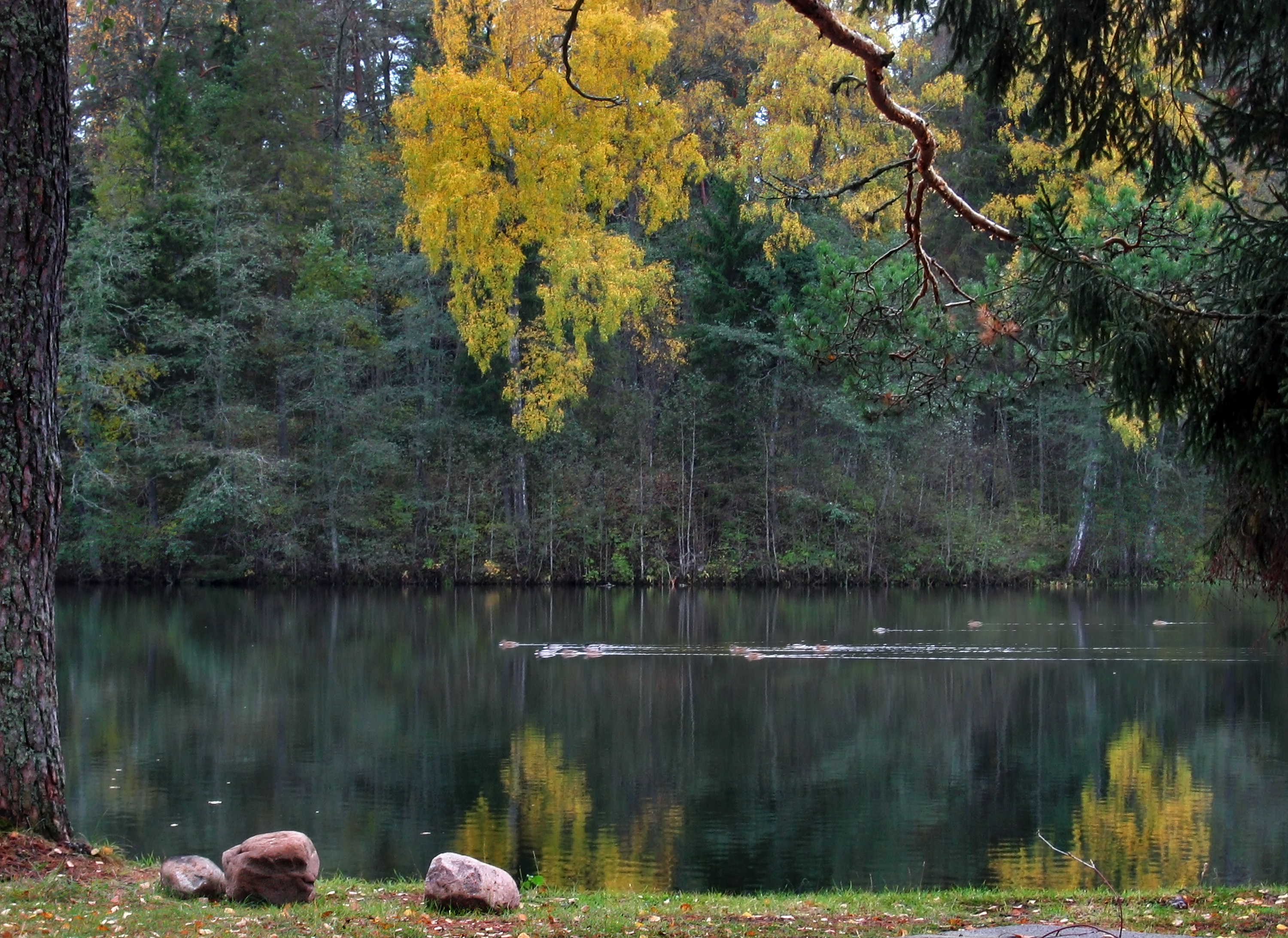
Озеро Пургатси
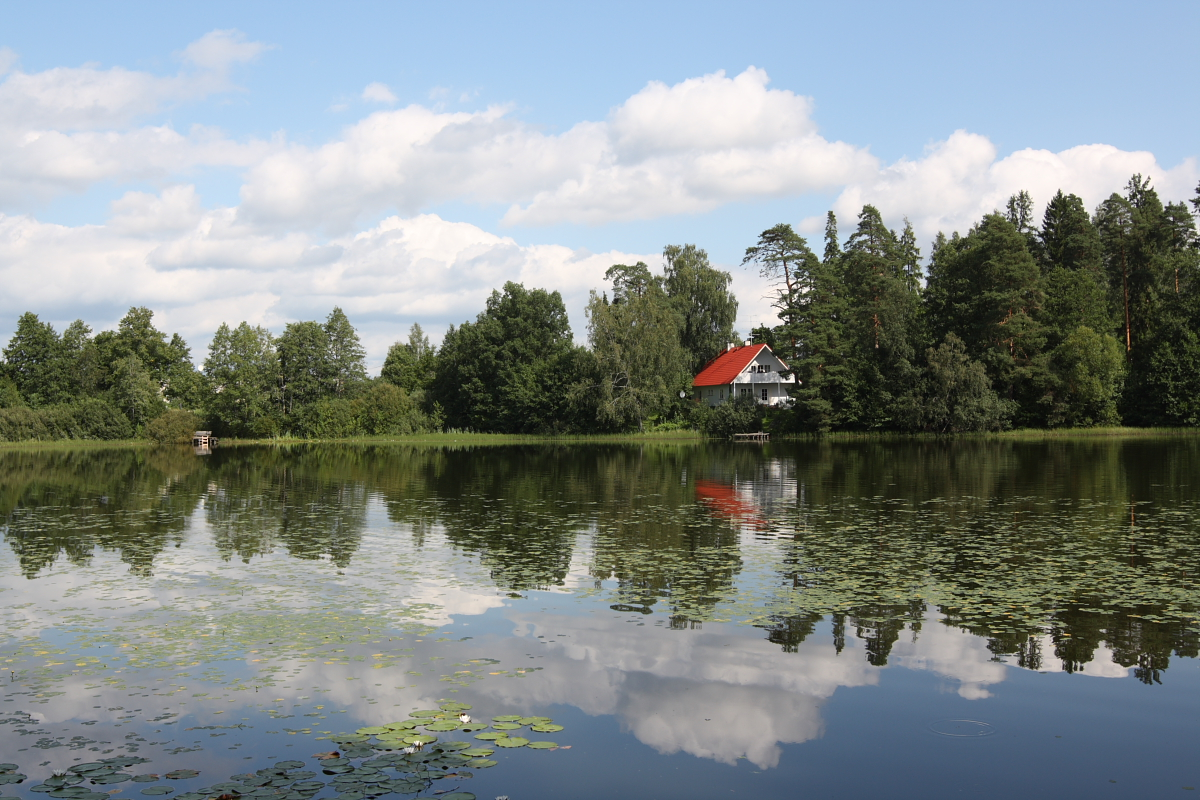
Озеро Никеръярв
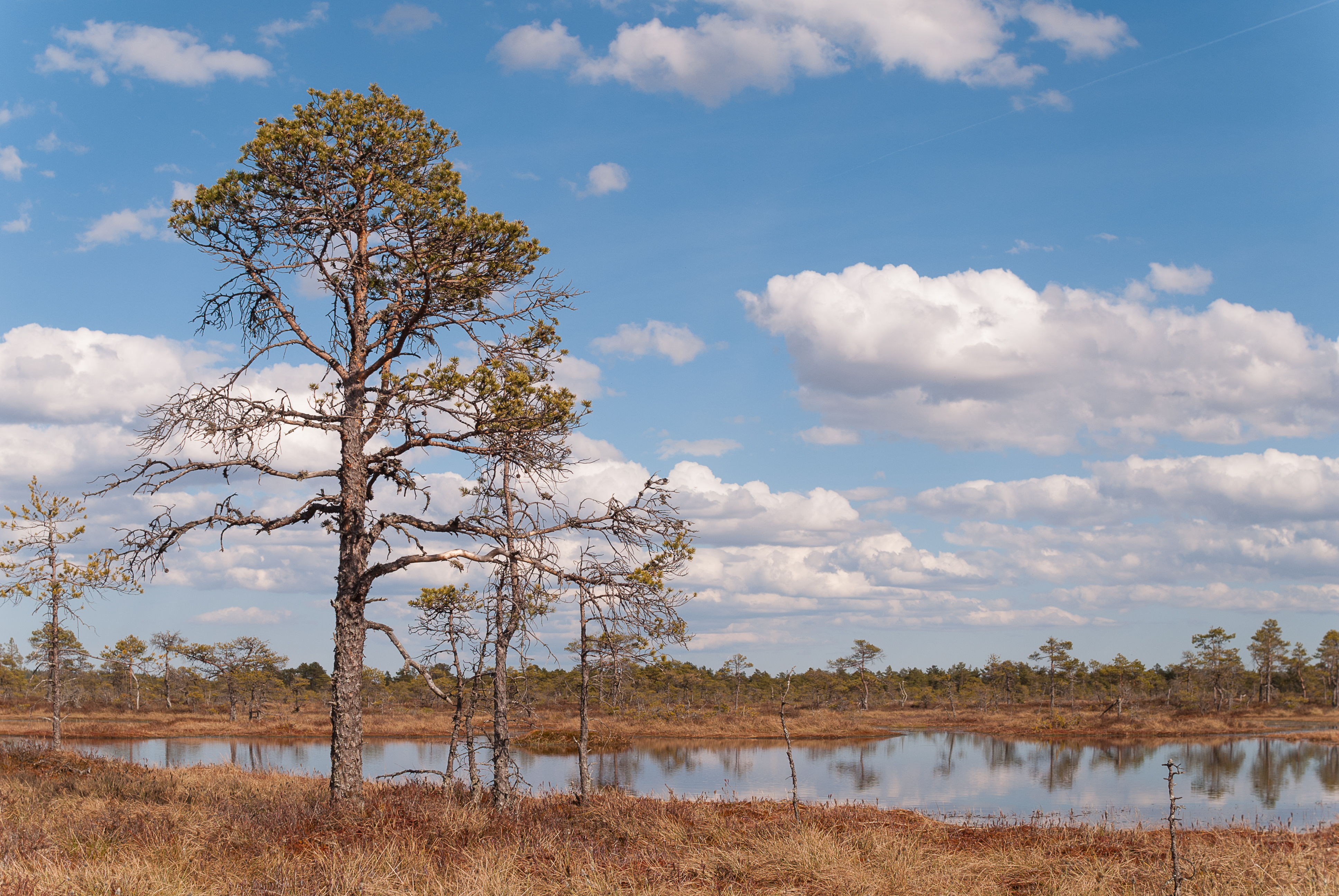
Болото Какердая весной
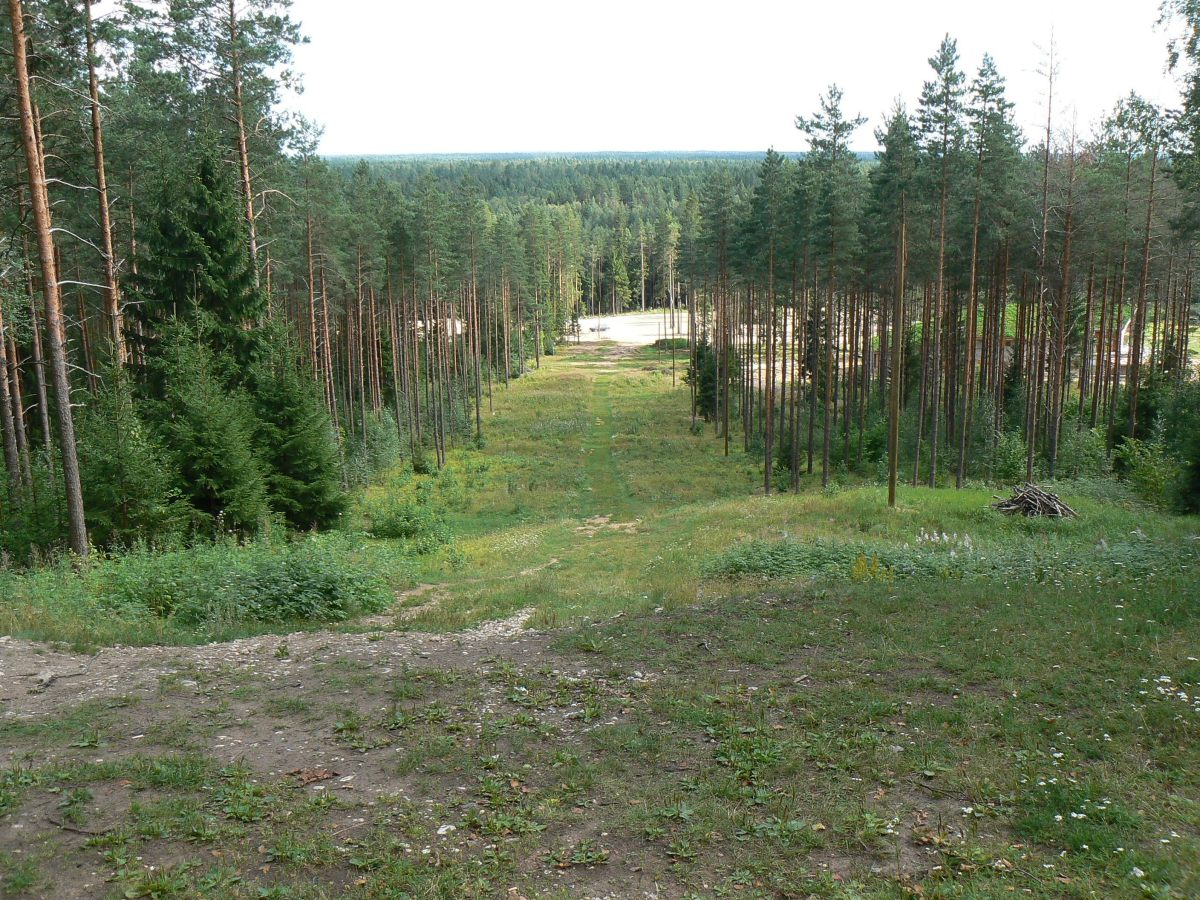
Вид с горы Валгехобусе
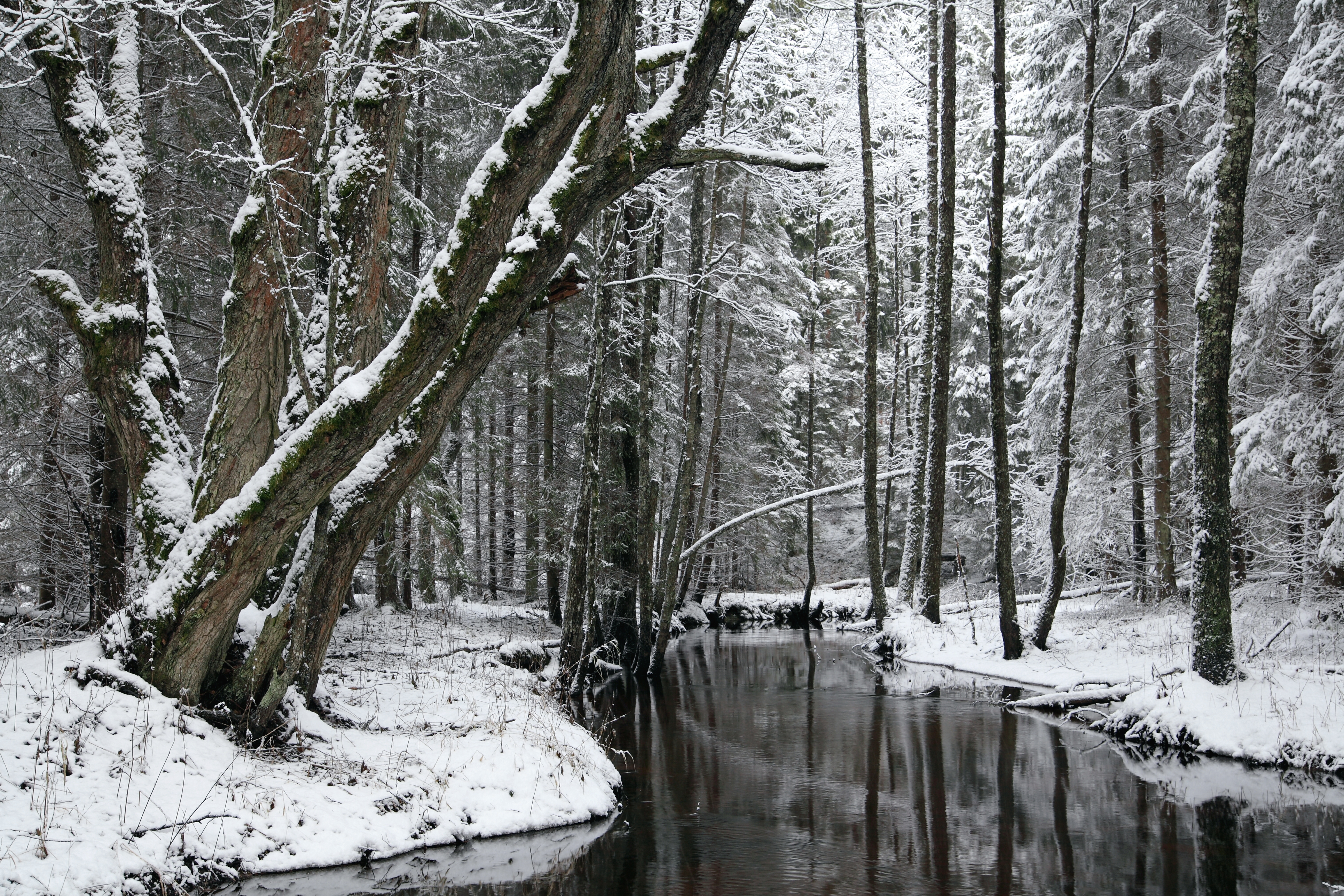
Река Тарвасйыги в декабре
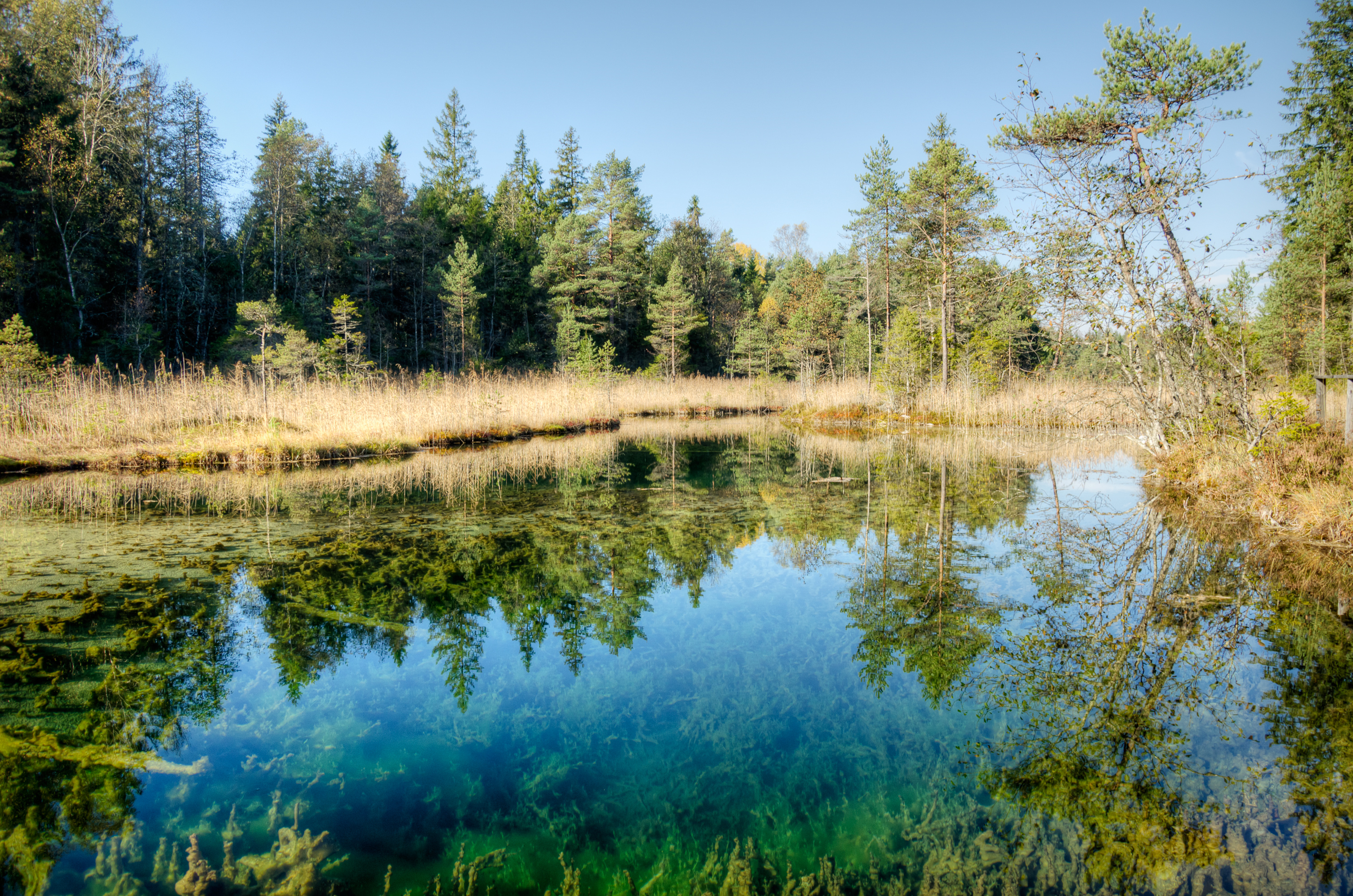
Синие родники Аэгвийду
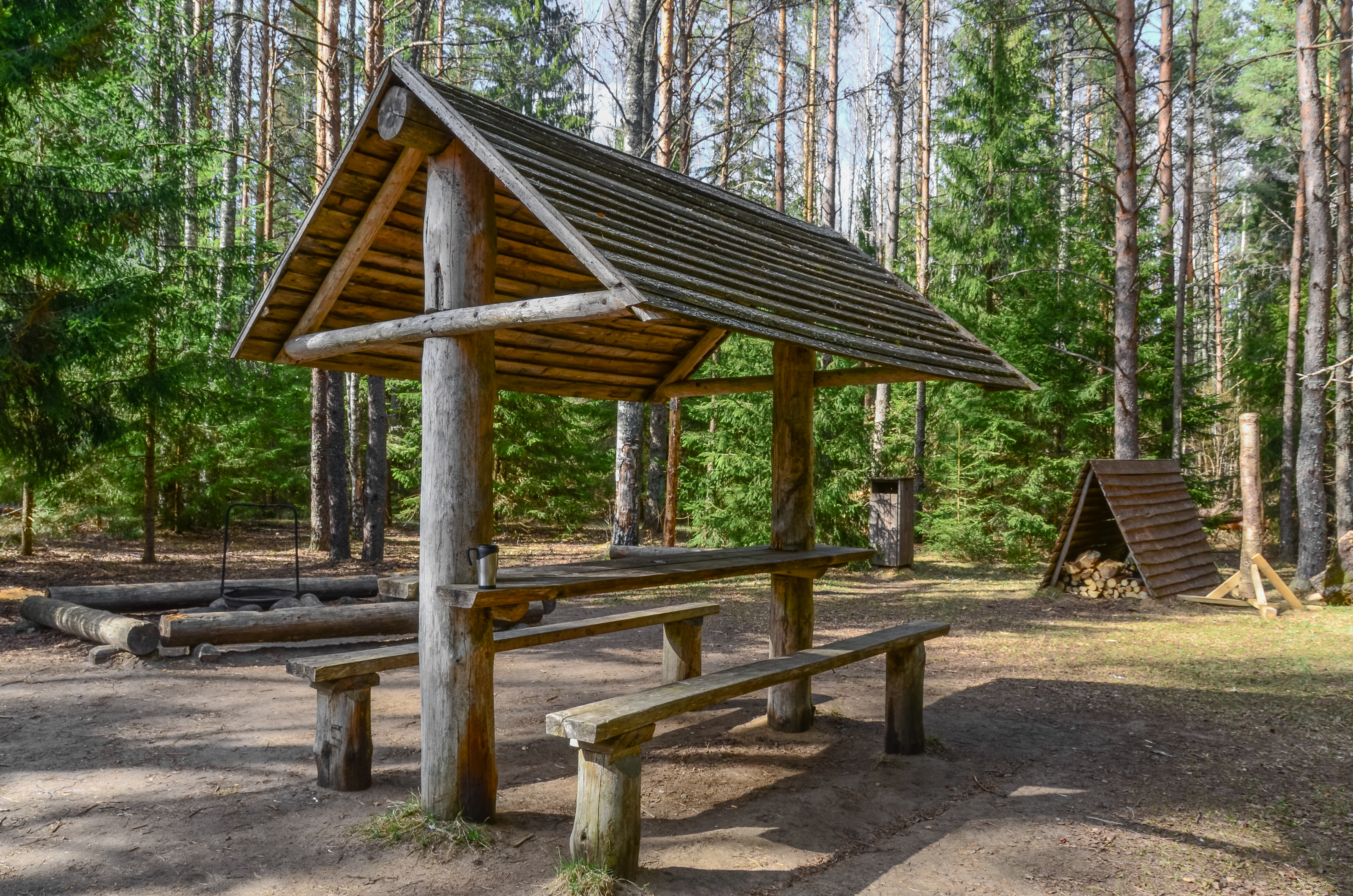
Место для пикника